# Sand Bay (vik i Storbritannien)
Sand Bay är en vik i Storbritannien.   Den ligger i kommunen North Somerset och riksdelen England, i den södra delen av landet, 200 km väster om huvudstaden London.